# ニコライ・バイバコフ

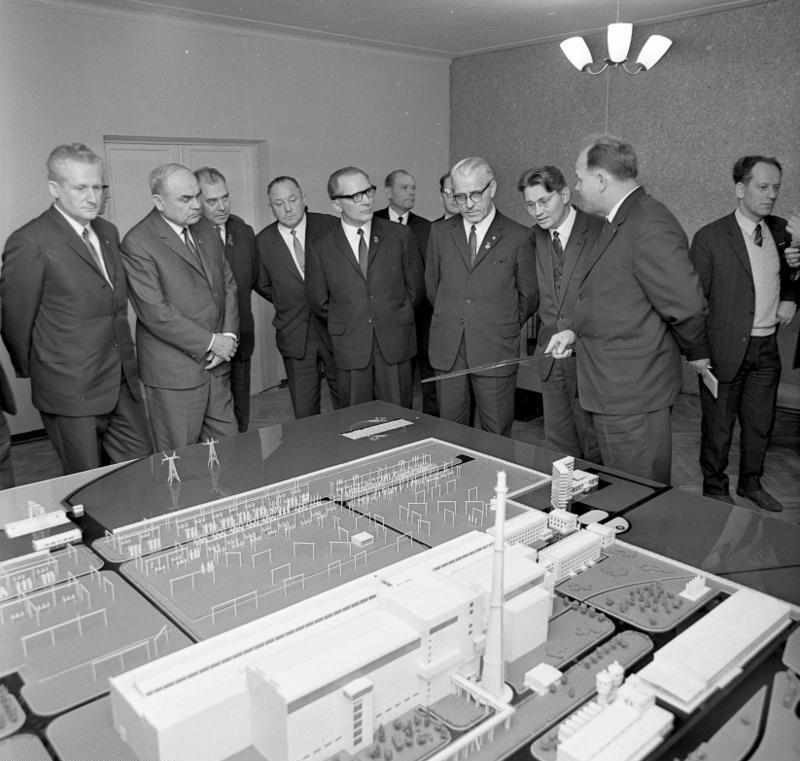
東ドイツ訪問時、建設中の発電所の説明を聞く(左から2人目が)バイバコフ

ニコライ・コンスタンチノヴィチ・バイバコフ（ロシア語: Никола́й Константи́нович Байбако́в、1911年3月6日 - 2008年3月31日）は、ソビエト連邦の経済学者、技術官僚、政治家。社会主義労働英雄。

## 来歴・人物
ロシア帝国バクー県のサブンチュ出身。1928年中学校を経て、1931年アゼルバイジャン石油化学大学を卒業し、鉱山技師となる。1935年兵役に就く。軍務を終えた後、コンビナートの油田生産部長に就任する。その後、順当に昇進し主任技師、監督となる。独ソ戦では、ナチス・ドイツ軍の侵入に備え、東方への石油工業施設の疎開を担当していた。1944年33歳でソ連石油工業相に就任。ソ連におけるの石油工業プロジェクトと経済学の経験から二度に渡ってゴスプラン議長を務めた。1968年ソ連副首相時代に訪日し、名古屋駅で木刀を持った右翼に襲われている。2008年3月31日、モスクワで死去。97歳。

## 関連人物
- ニコライ・ルイシコフ（後のソ連首相、ゴスプラン時代の部下）